# El soldat de la pell descolorida
El soldat de la pell descolorida (anglès: The Adventure of the Blanched Soldier) és un dels 12 contes de Sherlock Holmes de l'escriptor britànic Arthur Conan Doyle inclosos a L'arxiu de Sherlock Holmes. Es va publicar per primera vegada als Estats Units a Liberty l'octubre de 1926 i al Regne Unit a The Strand Magazine el novembre de 1926, i és un dels 56 contes del cànon de Sherlock Holmes. Aquesta història és una de les dues úniques narrades per Holmes en comptes del Doctor Watson, l'altra és La cabellera de lleó. El doctor Watson no apareix a cap de les dues històries.

## Trama
El gener de 1903, a Baker Street, James M. Dodd veu Holmes sobre un amic desaparegut, Godfrey Emsworth. Dodd i Emsworth van servir a la Imperial Yeomanry a Sud-àfrica durant la recent Segona Guerra Bòer. Emsworth va ser ferit. Dodd no l'ha vist des que es va informar de la seva lesió, el que va fer que Dodd cregués que alguna cosa va malament.
Dodd va escriure al coronel Emsworth, el pare de Godfrey, i li van dir que Godfrey va marxar a la mar, però Dodd no estava satisfet amb aquesta resposta. A continuació, Dodd va anar a la casa de la família Emsworth, Tuxbury Old Park, prop de Bedford. Hi havia quatre persones: el coronel i la seva dona, i un vell majordom i la seva dona. El coronel era menys que amable. Va repetir la història sobre el viatge pel món del seu fill, va donar a entendre que Dodd estava mentint sobre conèixer Godfrey i semblava irritat pel suggeriment d'en Dodd de proporcionar informació per poder enviar una carta a Godfrey.
Dodd decidit a esbrinar el destí de Godfrey. Aquell vespre, al dormitori de la planta baixa, Dodd va parlar amb el majordom, en Ralph. Després que Ralph esmentés Godfrey en passat , Dodd va sospitar que el seu amic havia mort. Ralph va dir que no, però que mort potser seria millor.
El misteri es va complicar després que Dodd va observar la cara de Godfrey a la seva finestra, demostrant que estava al terreny i no al mar, com afirmava el coronel. Dodd el va perseguir, però va abandonar després de sentir una porta que es tancava a prop.
Dodd va aconseguir quedar-se un altre dia a Tuxbury Old Park i va anar a buscar la propietat. Va veure un home ben vestit que sortia d'una dependència, la sospita del qual es va despertar perquè Dodd era conscient que l'estava observant. Dodd estava convençut que Godfrey devia estar en aquesta dependència.
Dodd va tornar a la dependència a la nit i va observar l'home ben vestit i un altre, que suposava que era Godfrey, per la finestra. Abans que pogués investigar, va aparèixer el coronel Emsworth. Molest perquè Dodd violés la privadesa de la família, va insistir que Dodd marxés immediatament.
Dodd va anar directament a Holmes per explicar la història. Holmes només ha de preguntar sobre la publicació que l'home amb Godfrey estava llegint, i encara que Dodd no pot estar segur, Holmes sembla satisfet amb la resposta.
A la seva arribada a Tuxbury Old Park, Holmes observa una olor d'alquitrà procedent dels guants de cuir que Ralph es va treure. El coronel amenaça de convocar la policia si Dodd i Holmes no marxen, però Holmes assenyala que això provocaria la catàstrofe que el coronel vol evitar.
Convèncer el coronel que coneix el secret, Holmes rep permís per visitar la dependència; ell i Dodd escolten la història de Godfrey directament dels seus llavis. La nit que va ser ferit a Sud-àfrica, va anar a una casa i va dormir en un llit. Quan es va despertar, es va adonar que estava envoltat de leprosos. Un metge d'allà li va dir que estava a un hospital de leprosos, i que probablement contreia la malaltia després d'haver dormit al llit d'un leprós. El metge li va ajudar a curar les ferides; després que Godfrey tornés a Anglaterra, els temuts símptomes van aparèixer. La por de la seva família a que el seu fill s'institucionalitzés i l'estigma de la lepra els va obligar a ocultar la seva presència; l'home ben vestit, el senyor Kent, era metge que atenia Godfrey.
La història acaba feliç. Holmes porta Sir James Saunders, un famós dermatòleg de Londres. El doctor Saunders determina que Emsworth té ictiosi, o pseudolepra, una malaltia tractable.

## Històries relacionades
La investigació de Holmes sobre el misteri es retarda perquè es dedica a esclarir "el cas que el meu amic Watson ha descrit com el de l'escola Abbey, en què el duc de Greyminster estava tan profundament implicat". El duc de Holdernesse va ser el principal client en el cas del col·legi Priory.

## Historial de publicacions
"The Adventure of the Blanched Soldier" es va publicar per primera vegada als Estats Units a Liberty l'octubre de 1926, i al Regne Unit a The Strand Magazine el novembre de 1926. La història es va publicar amb cinc il·lustracions de Frederic Dorr Steele a Liberty, i amb cinc il·lustracions de Howard K. Elcock al Strand. Va ser inclòs a la col·lecció de contes L'arxiu de Sherlock Holmes, que es va publicar al Regne Unit i als Estats Units el juny de 1927.
El manuscrit original de la història ara forma part de la Berg Collection de la Biblioteca Pública de Nova York.

## Adaptacions
La història va ser dramatitzada per Edith Meiser com a episodis de la sèrie de ràdio nord-americana  The Adventures of Sherlock Holmes que es va emetre el 2 de març de 1931 (amb Richard Gordon com Sherlock Holmes i Leigh Lovell com el Dr. Watson) i el 2 de maig de 1936 (amb Gordon). com Holmes i Harry West com Watson).
Meiser també va adaptar la història com a episodi de la sèrie de ràdio nord-americana The New Adventures of Sherlock Holmes que es va emetre el 19 de febrer de 1940 (amb Basil Rathbone com a Holmes i Nigel Bruce com a Watson).
Michael Hardwick va dramatitzar "The Blanched Soldier" per al BBC Light Program l'agost de 1959 com a part de la sèrie de ràdio 1952–1969 protagonitzada per Carleton Hobbs com Sherlock Holmes i Norman Shelley com el Dr. Watson, amb Frederick Treves com James M. Dodd.
La història va ser adaptada per a BBC Radio 4 l'any 1994 per Roger Danes com a part de la sèrie de ràdio 1989-1998 protagonitzada per Clive Merrison com Holmes i Michael Williams com Watson. Va comptar amb Robert Glenister com James Dodd, Hannah Gordon com Jean Watson i Derek Waring com el coronel Emsworth.
El 2014, la història es va adaptar a la ràdio com a episodi de The Classic Adventures of Sherlock Holmes, una sèrie del programa de ràdio nord-americà Imagination Theatre, amb John Patrick Lowrie com a Holmes i Lawrence Albert com a Watson.
Va ser adaptat a un dels llibres de la sèrie de llibres infantils de Hong Kong El gran detectiu Sherlock Holmes, com "El soldat blanquejat" (連環失蹤大探案). És el llibre #22 de la versió original xinesa, i el llibre #18 de la versió anglesa.